# Adams-Verfahren
Das Adams-Verfahren (auch: Divisorverfahren mit Aufrundung) ist eine Methode der proportionalen Repräsentation (ein Sitzzuteilungsverfahren), die z. B. bei Wahlen benötigt wird, um Wählerstimmen in Parteimandate (siehe Verhältniswahl) oder um Bevölkerungsgrößen in Distriktsitze umzurechnen.

## Geschichte
Das Verfahren wurde erstmals vom US-amerikanische Politiker John Quincy Adams beschrieben, weshalb es seinen Namen trägt. Adams schlug das Verfahren 1832 vor, um die Abgeordnetenmandate des Repräsentantenhauses bevölkerungsproportional auf die Bundesstaaten zu verteilen. Es wurde zu diesem Zweck jedoch nie eingesetzt.
In Frankreich wurde das Adams-Verfahren ab 1985 zur bevölkerungsproportionalen Verteilung der Sitze der Nationalversammlung auf die Départements benutzt, jedoch mit der Maßgabe, dass auf jedes Département mindestens zwei Sitze entfallen.
In Japan wurde das Verfahren bei der Reform 2022 der Wahlkreise zum Abgeordnetenhaus verwendet, dem Unterhaus der Nationalversammlung, konkret bei der Verteilung der 289 Mehrheitswahlmandate auf die 47 Präfekturen (siehe Liste der Wahlkreise zum Shūgiin#Änderungen seit 1996). Die neuen Wahlkreise kommen erstmals bei der nächsten allgemeinen Wahl (siehe: Shūgiin-Wahl 2024) zur Anwendung.

## Berechnungsweisen
Für das Adams-Verfahren gibt es mehrere Berechnungsweisen, die sich im Rechenweg unterscheiden, aber zu demselben Ergebnis führen:
- als Divisorverfahren mit Aufrundung
- als Höchstzahlenschema mit Teilern 0, 1, 2 usw.

Adams-Verfahren als Divisorverfahren mit Aufrundung. In der Berechnungsweise als Divisorverfahren mit Aufrundung erweist sich das Adams-Verfahren als Gegenstück zum Divisorverfahren mit Abrundung, dem weitverbreiteten D’Hondt-Verfahren. Dementsprechend sind die Rechenwege der beiden Verfahren sehr ähnlich. Beim Adams-Verfahren werden zum Erhalt der Sitzzahlen die als Zwischenergebnisse dienenden Quotienten zur nächstgrößeren ganzen Zahl aufgerundet, beim D’Hondt-Verfahren werden sie zur nächstkleineren ganzen Zahl abgerundet. Bei beiden Verfahren resultieren die Quotienten aus der Division der Stimmenzahlen der Parteien bzw. der Bevölkerungsgrößen der Distrikte durch einen gemeinsamen Zuteilungsdivisor. Der Zuteilungsdivisor ist so zu bestimmen, dass die Summe der erhaltenen Sitzzahlen, beim Adams-Verfahren also die Summe der aufgerundeten Quotienten, gleich der Anzahl der verfügbaren Sitze ist.
Um einen Zuteilungsdivisor festzulegen, beginnt man zunächst mit einem formelhaften Startdivisor. Ein empfehlenswerter Startdivisor für das Adams-Verfahren ergibt sich, indem man die Summe der Stimmenzahlen aller Parteien bzw. die Summe der Bevölkerungsgrößen aller Distrikte dividiert durch die Zahl der verfügbaren Sitze minus die Hälfte der Anzahl der zu berücksichtigenden Parteien bzw. Distrikte. Wenn die so erhaltenen Sitzzahlen sich zu einer Summe aufaddieren, die größer ist als die Gesamtsitzzahl, ist der Startdivisor so heraufzusetzen, dass bei Neuberechnung die Zahl der Gesamtsitze ausgeschöpft wird. Wenn die Summe der Sitzzahlen kleiner ist, ist der Startdivisor entsprechend herunterzusetzen.
In der folgenden Beispielrechnung entfallen auf vier Parteien 1000 Gesamtstimmen; es sind 50 Sitze zuzuteilen. Der empfohlene Startdivisor für das Adams-Verfahren ist 1000 / (50 – 4/2) = 1000 / 48 = 20,833usw. Folglich führen die Parteistimmen 450 : 350 : 199 : 1 zu den Quotienten 21,6 : 16,8 : 9,6 : 0,05; nach Aufrundung erhält man die Sitzzuteilung 22 : 17 : 10 : 1. Dies ist das gesuchte Zuteilungsergebnis, denn alle 50 verfügbaren Sitze sind verteilt.
Jedoch ist der Startdivisor 1000 / 48 unpraktisch, weil er keine abbrechende Dezimalentwicklung besitzt. Dem wird abgeholfen durch die Beobachtung, dass die zulässigen Divisoren in einem gewissen Bereich variieren dürfen. Denn erst wenn der Divisor die Marke 350 / 17 = 20,6 unterschreitet, würde der nächste, einundfünfzigste Gesamtsitz (den es nicht gibt) der Partei B zugewiesen. Wenn der Divisor die Marke 450 / 21 = 21,4 überschreitet, bliebe der letzte, fünfzigste Sitz unverteilt, weil Partei A ihr Anrecht auf 22 Sitze verlöre. Dazwischen aber, im Bereich von 20,6 bis 21,4, lässt jeder Divisor nach Aufrundung der zugehörigen Quotienten das Zuteilungsergebnis unverändert. Es bietet sich an, die im Bereich liegende ganze Zahl 21 als Zuteilungsdivisor zu zitieren. Das Endergebnis lässt sich wie folgt als Tabelle darstellen.
| Partei                                    | Stimmen | Quotient | Sitze |
| ----------------------------------------- | ------- | -------- | ----- |
| A                                         | 450     | 21,4     | 22    |
| B                                         | 350     | 16,7     | 17    |
| C                                         | 199     | 9,5      | 10    |
| D                                         | 1       | 0,05     | 1     |
| Summe (Divisor)                           | 1000    | (21)     | 50    |
| Auf je 21 Stimmen entfällt rund ein Sitz. |         |          |       |

Die Tabelle zeigt von den Quotienten nur so viele Nachkommastellen, dass die Rundung auf die nächstgrößere Ganzzahl klar erkennbar ist. In diesem Beispiel reduziert sich das Adams-Verfahren auf die Schlussformel: Auf je 21 Stimmen entfällt rund ein Sitz. Dabei erinnert der Zusatz „rund“ daran, dass die Quotienten von Stimmen und Divisor gerundet werden müssen, beim Adams-Verfahren also aufzurunden sind.
Adams-Verfahren als Höchstzahlenschema mit Teilern 0, 1, 2 usw.  Die Stimmen der Parteien bzw. Bevölkerungsgrößen der Distrikte werden fortlaufend dividiert durch 0, 1, 2 usw. Die Ergebnisse heißen Vergleichszahlen. Von den Vergleichszahlen werden so viele höchste Werte identifiziert, wie insgesamt Sitze zu vergeben sind. Jede Partei erhält so viele Sitze, wie oft sie zu den höchsten Vergleichszahlen, den Höchstzahlen, beiträgt.
Diese Formulierung ist erläuterungsbedürftig, weil sie so klingt, als sei am Anfang eine Division durch Null erforderlich, die bekanntlich nicht möglich ist. Dieser Unmöglichkeit geht das Adams-Verfahren aus dem Weg durch die Übereinkunft, dass die Anfangsdivisionen „Stimmenzahl bzw. Bevölkerungsgröße dividiert durch 0“ gleich dem Wert Unendlichkeit gesetzt werden. Mit dieser Übereinkunft trägt jede Partei bzw. jeder Distrikt einmal den Wert Unendlich zu den Höchstzahlen bei und bekommt also mindestens einen Sitz. Dies ist derselbe Effekt wie bei der Beschreibung als Divisorverfahren, dass selbst der allerkleinste Quotient durch Aufrundung mindestens einen Sitz rechtfertigt.

## Eigenschaften
Als Divisorverfahren erfüllt das Adams-Verfahren die sechs Struktureigenschaften, die diesen Verfahrenstyp auszeichnen: Anonymität, Balanciertheit, Konkordanz, Homogenität, Exaktheit und Kohärenz. Die Besonderheiten des Adams-Verfahrens treten bei anderen Aspekten zu Tage, etwa bei den Sitzverzerrungen oder bei der Dämpfung extremer Unterrepräsentation.
Verzerrtheit zugunsten schwächerer Parteien und zulasten stärkerer Parteien. Das Adams-Verfahren begünstigt schwächere Parteien zum Nachteil stärkerer Parteien. Die Verzerrungen entstehen bei der Aufrundung der Quotienten, die in den Zwischenergebnissen auftreten. Von Aufrundungsgewinnen profitieren Schwache mehr als Starke. Einen Ausgleich durch gelegentliche Abrundungsverluste kennt das Adams-Verfahren nicht.
Die Sitzverzerrungen, die bei wiederholter Anwendung mit dem Adams-Verfahren einhergehen, sind formelmäßig erfassbar. Die Formel gibt an, wie stark die erhaltene Sitzzahl sich vom Idealanspruch einer Partei bzw. eines Distriktes abweicht. Für den {\displaystyle k}t-stärksten von {\displaystyle \ell } Teilnehmern lautet die Verzerrungsformel:
{\displaystyle {\frac {1}{2}}{\bigg (}1-{\frac {1}{k}}-\cdots -{\frac {1}{\ell }}{\bigg )}}
Für den stärksten Teilnehmer ({\displaystyle k=1}) fällt die Verzerrung negativ aus, d. h. bei wiederholter Anwendung bleiben seine Sitzzahlen hinter dem Idealanspruch zurück. Für den schwächsten Teilnehmer ({\displaystyle k=\ell }) ist die Verzerrung positiv, im Durchschnitt übertreffen seine Sitzerfolge den Idealanspruch.
Die Herleitung der Verzerrungsformel beruht zwar auf idealisierenden Annahmen, jedoch bestätigen umfangreiche empirische Untersuchungen die hohe Verlässlichkeit der Formel. Sie wird praktisch anwendbar und aussagekräftig, sobald die Zahl der zu vergebenden Sitze größer oder gleich der doppelten Teilnehmerzahl ist.
Dämpfung extremer Unterrepräsentation.  Überrepräsentation und Unterrepräsentation der Wähler und Wählerinnen, die für eine Partei P stimmen, lassen sich am Erfolgswert ablesen:
{\displaystyle {\text{Erfolgswert einer Wählerstimme für die Partei }}P={\frac {{\text{Sitzanteil der Partei }}P}{{\text{Stimmenanteil der Partei }}P}}}
Der Sitzanteil im Zähler misst die Zahl der Sitze für Partei P in Form des Anteils an den Gesamtsitzen. Der Stimmenanteil im Nenner misst die Zahl der Stimmen für Partei P in Form des Anteils an den Gesamtstimmen. (Analoges gilt für die Sitzzuteilung an Distrikte; in diesem Fall wäre von Bürgerinnen und Bürger, die in einem Distrikt beheimatet sind, zu sprechen anstelle von Wählerinnen und Wählern einer Partei.) Der Idealfall, wenn Sitzanteil und Stimmenanteil gleich sind, führt zum Erfolgswert Eins.
Für ein System mit Parteien {\displaystyle P_{1},\ldots ,P_{\ell }} ist das Minimum der Erfolgswerte aller Wählerstimmen eine Maßzahl für die extreme Unterrepräsentation, die im Gesamtsystem auftritt:
{\displaystyle \min {\bigg \{}{\frac {{\text{Sitzanteil der Partei }}P_{1}}{{\text{Stimmenanteil der Partei }}P_{1}}},\ldots ,{\frac {{\text{Sitzanteil der Partei }}P_{\ell }}{{\text{Stimmenanteil der Partei }}P_{\ell }}}{\bigg \}}}
Das Adams-Verfahren ist dadurch ausgezeichnet, dass mit seinen Sitzzuteilungen dieses Minimum maximiert wird, d. h. dass die Erfolgswerte so wenig wie möglich unter den idealen Erfolgswert Eins fallen.